# Coldplay
Cet article possède un paronyme, voir Cold Play.
Coldplay est un groupe britannique de pop rock, originaire de Londres, en Angleterre. Il est formé en 1996 par l'auteur-compositeur-interprète Chris Martin et le guitariste Jonny Buckland. Le bassiste Guy Berryman rejoint ensuite le groupe, avant que le batteur Will Champion ne vienne compléter le quatuor. Le producteur Phil Harvey s'associe à leur projet en tant que manager.
En 1998, le groupe voit le jour sous son nom définitif et sort ses deux premiers EP. Ses membres en profitent alors pour signer chez le label Parlophone.
Avec dix albums studio, le dernier intitulé Moon Music sorti en octobre 2024, Coldplay est l'un des plus grands groupes à succès du nouveau millénaire, avec plus de 105 millions de disques vendus à travers le monde (chiffres avant Everyday Life) et des tournées triomphales, telle le Music of the Spheres World Tour commencée en 2022. Régulièrement récompensé, le groupe a notamment remporté neuf Brit Awards, sept Grammy Awards, six Q Awards ainsi que sept NME Awards. En décembre 2008, il est aussi élu quatrième meilleur artiste des années 2000 par les lecteurs du magazine Rolling Stone.
Le groupe défend les causes de différentes œuvres caritatives et officie depuis ses débuts pour le commerce équitable aux côtés d'Oxfam International et d'Amnesty International. Cet engagement le conduit à participer à des groupes caritatifs tels que Band Aid 20 et à jouer dans des concerts tels que le Live 8, le Fairplay, le Sound Relief, le Hope for Haiti Now, le Global Citizen Festival ou le Teenage Cancer Trust.

## Histoire

### Origines et débuts (1997–1999)
Chris Martin et Jonny Buckland se rencontrent en septembre 1996 à l’University College de Londres située à Bloomsbury, un quartier du borough londonien de Camden. Les deux amis, passionnés de musique, passent le reste de l'année universitaire à la planification d'un groupe, finalement appelé Pectoralz. Ils commencent à écrire leurs premières chansons et à jouer au début de l’année 1997. Ils sont bientôt rejoints par Guy Berryman, qui étudie à la même université. Un ami de Chris Martin, Phil Harvey, est engagé comme manager. Le 7 janvier 1998, ils recrutent un quatrième membre, Will Champion qui devient le batteur alors qu’il n'a jamais touché une batterie de sa vie. À peine engagé, Will Champion organise le premier concert du groupe au Laurel Tree de Londres. Pour ce concert donné le 16 janvier 1998, ils se baptisent provisoirement Starfish. Le nom de Coldplay est proposé par Tim Crompton, un ami commun d'université qui a d'abord utilisé ce nom pour son propre groupe, avant de l'abandonner, le trouvant trop déprimant. Chris Martin et ses acolytes trouvent ce nom parfait et décident de le garder.
Le 18 mai 1998, Coldplay publie 500 exemplaires d'un disque de 3 titres intitulé Safety EP. 50 exemplaires sont réellement vendus, les autres étant donnés à des fans et amis. Aujourd'hui, il faut compter environ 3 000 euros pour se procurer un exemplaire de ce disque très rare. En décembre de cette même année, le groupe signe avec le label indépendant Fierce Panda. Le 26 avril 1999, le groupe sort un nouveau disque de trois titres : Brothers and Sisters EP, tiré à 2 500 exemplaires. Cette production leur permet d'être diffusé à la radio, sur la BBC, et de signer un contrat avec le label Parlophone. Parlophone sort un EP composé de cinq titres, produit à 5 000 exemplaires dénommé The Blue Room EP. L'enregistrement de celui-ci fut tumultueux, puisque après de nombreux accrochages avec Will Champion, Chris Martin le prie de quitter le groupe définitivement. Quelque temps plus tard, Chris Martin se rend compte de son erreur et supplie Will Champion de revenir. Coldplay est de nouveau au complet.

### Parachutes(1999–2001)
Coldplay commence l'enregistrement de son premier album studio en deux semaines mais, à cause des tournées et des concerts, l'enregistrement s'étend de septembre 1999 à mai 2000. Sorti en mars 2000, le single Shiver se classe trente-cinquième parmi les 40 meilleures ventes anglaises, et bénéficie de quelques diffusions sur la chaîne musicale MTV. En mai, le groupe est en France pour quelques interviews et donne son premier concert parisien en juillet à La Seine Bastille. Il y joue réellement son premier concert en France aux Eurockéennes de Belfort le 7 juillet 2000.
Juin 2000 marque réellement le début de Coldplay : le single Yellow se place quatrième du hit-parade britannique et le grand public découvre le groupe. L’album Parachutes sort le 10 juillet 2000 et se place premier des ventes d’albums au Royaume-Uni dès sa sortie. Les ventes de l'album estimées à 40 000 par Parlophone lors du lancement atteignent alors 1,6 million d’exemplaires au Royaume-Uni à la fin de l’année 2000 ; puis huit millions d'exemplaires finalement dans le monde quelques années après. L'album est produit par Ken Nelson, et est enregistré au fameux studio Rockfield, au pays de Galles.
L’album rencontre un fort succès en Europe et Parachutes sort en novembre 2000 aux États-Unis où il rencontre aussi le succès. La critique française, quant à elle, est très élogieuse.

### A Rush of Blood to the Head(2001–2004)

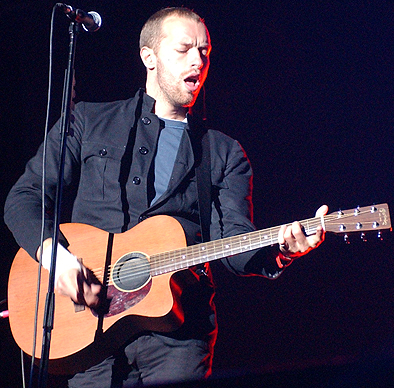
Chris Martin sur scène en juillet 2003.

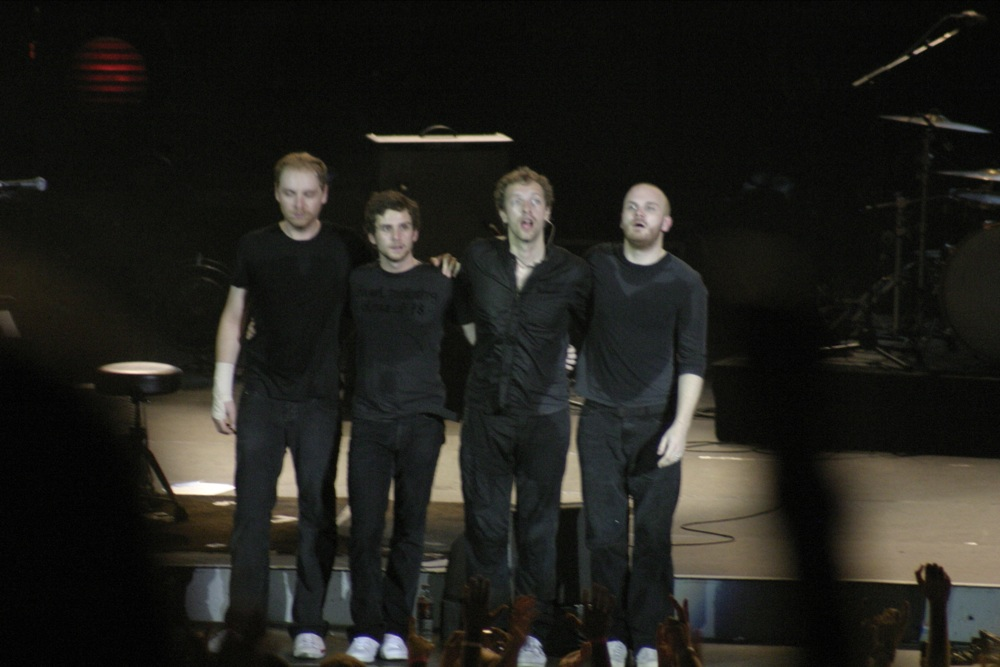
Sur scène dans le Kansas, en septembre 2005.

L’album A Rush of Blood to the Head est enregistré à partir d’octobre 2001. Lors des séances d'enregistrement, les membres de Coldplay sont conseillés par Ian McCulloch, le leader d'Echo and the Bunnymen. Ce deuxième album est également produit par Ken Nelson et sort le 26 août 2002. Avec ses trois titres phares, In My Place, The Scientist et Clocks, l’album est salué par la critique et est récompensé par quatre Grammy Awards et un Brit Awards en 2003. Il rappelle, par les instruments, l'été (Daylight et Warning Sign). La batterie est déjà beaucoup plus présente, la guitare classique laisse place à l'électrique.
Coldplay part en tournée pour un an de juin 2002 à septembre 2003. La tournée rappelle un peu celles de U2 par ses effets de lumières. Un CD live Live 2003 est enregistré et le concert de Sydney est filmé pour sortir en DVD. En décembre 2003, Coldplay enregistre une reprise des Pretenders : 2000 Miles. Ce titre est mis à disposition sur internet en téléchargement. Les fonds récoltés sont reversés à deux associations : Future Forests et Stop Handgun Violence.

### X&Y(2004-2006)
Le troisième album de Coldplay s'intitule X&Y et est enregistré en 2004, pour une publication le 6 juin 2005. Il s’installe dès sa sortie à la première place des hit-parades dans 28 pays. C’est l’album le plus vendu en 2005 avec 8,5 millions d’exemplaires écoulés dans le monde. Le premier single, Speed of Sound, est diffusé à la radio dès le mois d’avril et se classe très bien dans de nombreux pays (dont la 2e place au Royaume-Uni et la 8e place du Billboard Hot 100). Deux autres singles sortent en 2005 : Fix You en septembre et Talk en décembre. The Hardest Part est le dernier single et paraît en 2006. Une tournée mondiale intitulée Twisted Logic Tour suit la sortie de l’album et commence en juin 2005 pour s'achever en juillet 2006. Malgré le succès de l’album, certaines critiques le trouvent moins réussi que le précédent.
Le 15 janvier 2006, le groupe annonce qu’il arrête de chanter pour « de nombreuses années », provoquant un silence dans la salle des Brit Awards. Il s’avère qu'en fait Chris Martin voulait juste dire que le groupe faisait une courte pause afin de se consacrer à des collaborations avec d'autres chanteurs, avant d'entamer la préparation de leur nouvel album.

### Viva la VidaorDeath and All His Friends(2006–2009)

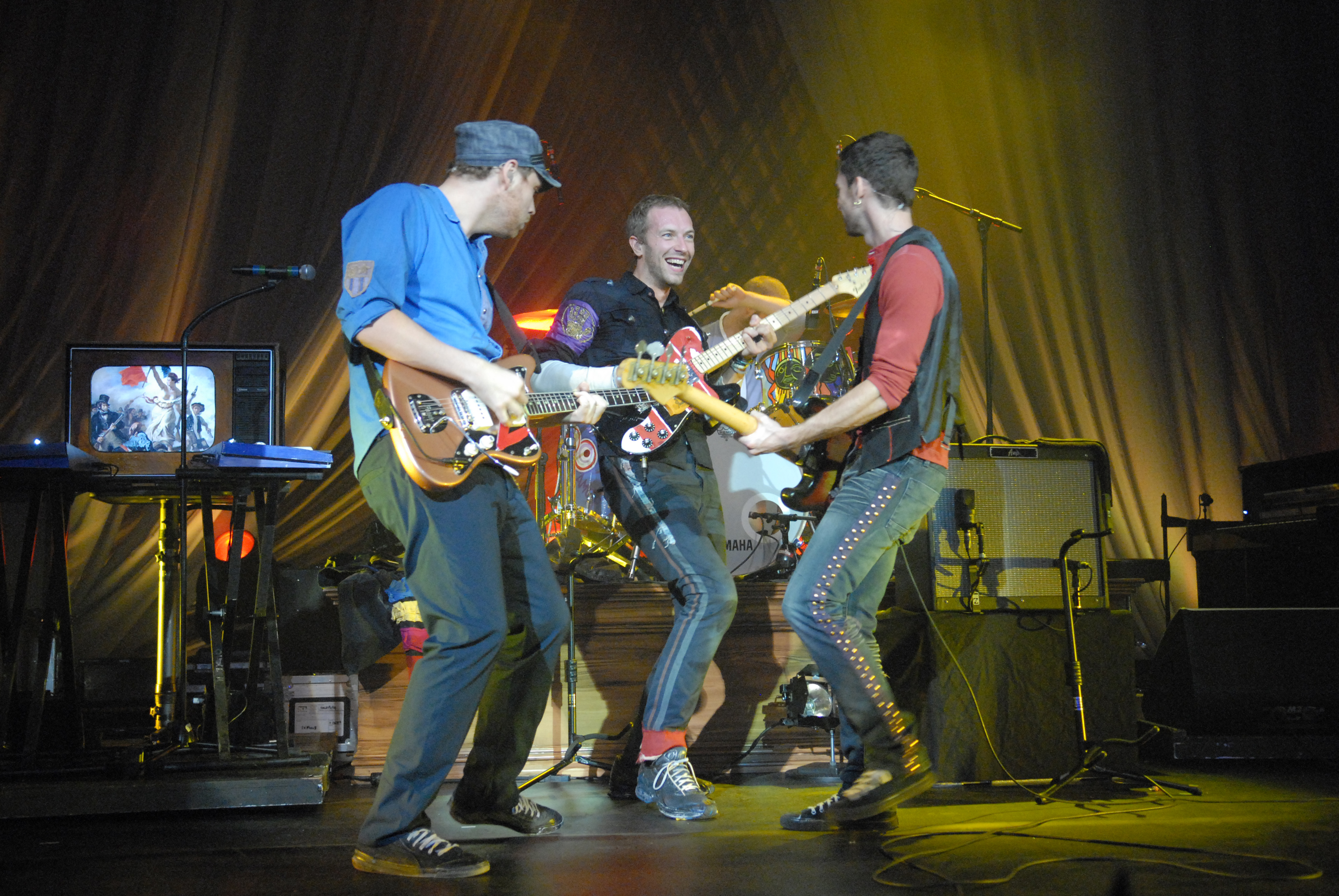
Coldplay en concert en 2008.

Le successeur de X&Y s'intitule Viva la Vida or Death and All His Friends. Il est enregistré en Espagne et dans le studio The Bakery, dans le quartier londonien de Hampstead, à partir d'octobre 2006. Il est sorti le 12 juin 2008 en Angleterre et aux États-Unis. Cet album sonne différemment des albums précédents, notamment par ses sonorités plus variées. Sur la pochette est représenté le célèbre tableau La Liberté guidant le peuple, par Eugène Delacroix. L'album est produit par Brian Eno.
Le premier single Violet Hill est disponible en téléchargement gratuit sur le site officiel du groupe le 29 avril jusqu'à sa sortie officielle le 5 mai. Le journal anglais NME offre avec son édition du 7 mai, un vinyle 7" de ce même single avec une face B inédite A Spell a Rebel Yell. Durant les 24 heures qui ont suivi la parution de Violet Hill sur le site officiel du groupe, celui-ci est téléchargé plus de 600 000 fois. L'album se vend très bien et se place ainsi à la première place des meilleures ventes album dans le monde en 2008 avec plus de 7 millions d'exemplaires selon l'IFPI.
Le deuxième single, Viva la Vida, devient en quelques jours un tube diffusé par toutes les radios du monde, dont le clip, signé Anton Corbijn, apparait comme un véritable hommage à celui d'Enjoy The Silence de Depeche Mode. Viva la Vida est devenu aujourd'hui l'une des chansons les plus connues du groupe, et est très souvent jouée en concert. La chanson est le 1er n.1 au Royaume-Uni et aux États-Unis (où il passe un an au Billboard Hot 100)  La tournée suivant ce nouvel album, intitulée The Viva la Vida Tour, débute en juin 2008 et se termine en septembre 2009. Durant cette période le groupe donne six prestations en France. Le CD LeftRightLeftRightLeft, live de la tournée Viva la Vida, sort le 15 mai 2009 et est en téléchargement gratuit sur le site officiel du groupe. Il est distribué à toute personne venant aux concerts durant l'année 2009, en dehors des festivals.
Prospekt's March sort fin 2008 en tant qu'extension de Viva la Vida. Il s'agit d'un EP de huit titres, qui comprend notamment une reprise de Lost! en duo avec Jay-Z, une version Osaka Sun Mix de Lovers In Japan, l'enregistrement vocal de Life In Technicolor et cinq autres titres inédits. La pochette de Prospekt's March est un détail tagué du tableau La bataille de Poitiers d'Eugène Delacroix.

### Mylo Xyloto(2009–2012)

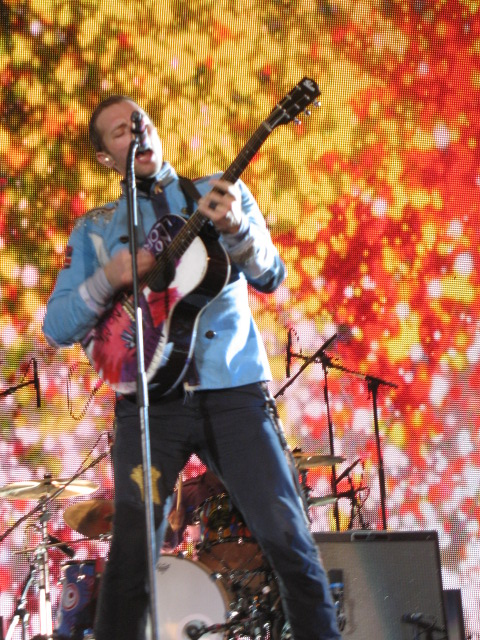
En concert à Bogota, en Colombie, en mars 2010.

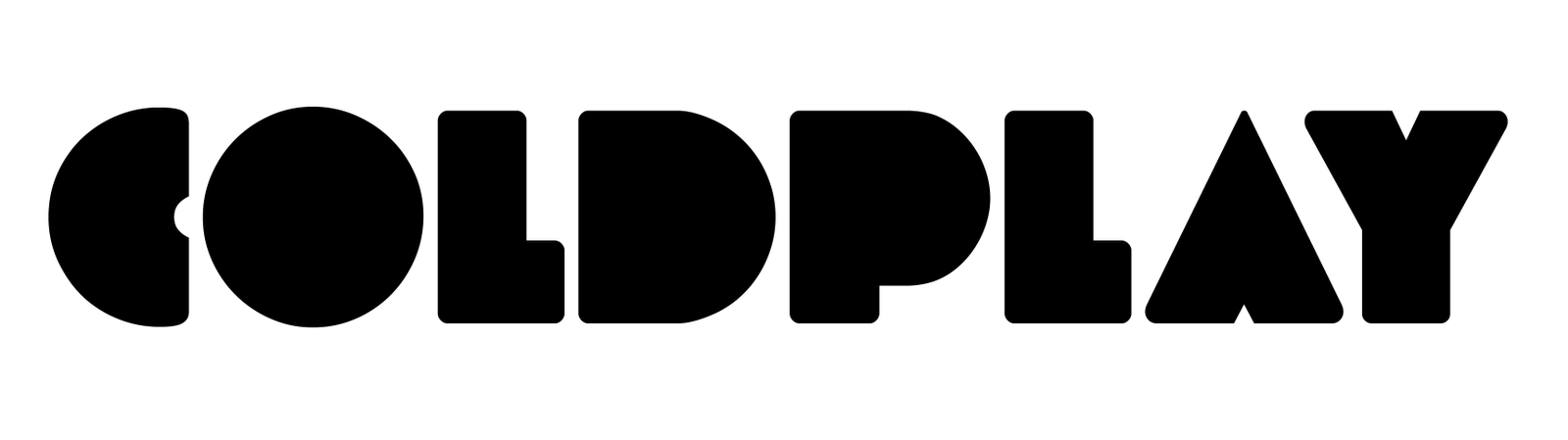
Logo de Coldplay (2011).

En 2009, malgré certaines rumeurs annonçant la séparation du groupe, Coldplay reprend le chemin des studios et enregistre un nouvel album, toujours en collaboration avec Brian Eno. Dès novembre 2009, le site officiel de Coldplay annonce que le groupe est en studio, avant de reprendre sa tournée en Amérique du Sud/Amérique Latine. Le disque est d'abord prévu pour la fin 2010, aux alentours de Noël mais lors d'une rencontre avec des fans début septembre 2010, Chris Martin annonce que l'enregistrement de l'album prend du retard et que sa sortie est reportée à 2011.
Le 1er décembre 2010, le groupe sort un single spécialement écrit pour les fêtes de Noël, intitulé Christmas Lights. Le titre est disponible uniquement en téléchargement numérique. Il est interprété pour la première fois sur scène lors du concert donné à Liverpool le 19 décembre 2010 en faveur de l'association Crisis.
Début 2011, Coldplay annonce sur la BBC Radio 1 que le disque sera « un compte-rendu à peine voilé de ce qui se passe au sein du groupe », les textes portant sur « l'amour, la dépendance, les troubles psychologiques et le fait de travailler avec quelqu'un que vous n'aimez pas ». Dans le même temps, Chris Martin annonce que le titre de l’album commencera par un M. Les paroles seront inspirées par l'art du graffiti, la Rose Blanche (un mouvement d’étudiants allemands non violents qui s’étaient soulevés contre le régime d’Hitler) et la série The Wire. À la fin mai 2011, alors que le groupe entame une tournée des festivals d'été, le site officiel révèle l'arrivée pour le 3 juin d'une nouvelle chanson intitulée Every Teardrop Is a Waterfall. L'annonce fait suite à cinq teasers vidéo qui se révéleront être des extraits des paroles du nouveau morceau. Inspirée du célèbre I Go to Rio de Peter Allen, crédité comme l'un des auteurs du titre, cette chanson est le premier single de leur futur album Mylo Xyloto. Le single se classe très bien dans le monde, dont la 6e place au Royaume-Uni et la 14e place au Billboard Hot 100. Quelques jours plus tard, le quatuor annonce la sortie pour le 26 juin d'un EP éponyme, composé de deux autres titres : Major Minus et Moving to Mars.
Le 12 août, à 12 h 40, Coldplay fait une annonce sur son site internet : le nouvel album s'appellera Mylo Xyloto et sera disponible le 24 octobre en CD, en numérique mais aussi en vinyle. Il sort également dans une édition limitée « Pop-Up » comprenant un livre 12"x12" cartonné, qui comprend les graffitis de pop-art conçu par David A. Carter, le vinyle, le CD, des contenus exclusifs, des photographies, des extraits du journal studio et des carnets personnels du groupe, ainsi que des autocollants aux couleurs et aux formes de Mylo Xytolo. Le 9 septembre, la liste des chansons est dévoilée, soit 14 titres, dont 3 sont de courtes transitions instrumentales. C'est l'album le plus pré-commandé de l'année 2011 sur l'iTunes Store. L'album comporte notamment une collaboration avec la chanteuse Rihanna sur le titre Princess of China, sorti en single en juin 2012. Le nouveau single, Paradise, est disponible le lundi 12 septembre et le clip du morceau est réalisé par Mat Whitecross. Le single est son deuxième numéro 1 au Royaume-Uni et se classe quinzième du Billboard Hot 100. Il dépasse les 100 millions de vues sur le site YouTube, devenant ainsi le clip le plus vu du groupe. Pour promouvoir le nouvel opus, une tournée européenne est effectuée du 3 au 21 décembre pour un total de 9 dates, dont une à Paris Bercy. De nouveau produit par Brian Eno et Markus Dravs, l'album clôture le contrat liant le groupe à la maison de disques Parlophone. Le groupe donne un concert lors de la célébration en hommage à Steve Jobs le 19 octobre 2011 à Cupertino. Toujours dans le cadre de cette nouvelle période musicale, le site myloxyloto.com voit le jour. Grâce à ce site, Coldplay permet aux fans de télécharger gratuitement le Digital Tour Pack qui comprend une vidéo exclusive des coulisses d'un concert de la tournée européenne de décembre 2011, un fichier PDF présentant les paroles des chansons de Mylo Xyloto écrites par Chris Martin, des fonds écrans sur le thème du nouvel album et enfin les icônes représentant chaque chanson.
La tournée des stades anglais en 2012 comprend cinq dates, du 29 mai au 9 juin 2012, celle en Europe, treize dates dont deux en France : une à Nice le 22 mai et l'autre au Stade de France le 2 septembre. Le groupe effectue aussi une tournée nord-américaine avec vingt et une dates, avec dix-sept aux États-Unis et quatre au Canada. Le 10 juillet 2012, soit presque neuf mois après la sortie de l'album, Coldplay révèle qu'une histoire se cache derrière les chansons du disque, et qu'elle sera dévoilée à travers une bande dessinée en 6 numéros, à paraître à partir de février 2013. Mylo Xyloto est en fait le nom du personnage principal de cette histoire. Le 19 novembre 2012, le groupe sort le DVD live et l'album live Live 2012 dans le cadre la tournée Mylo Xyloto. Ce DVD comporte un documentaire sur les images tournées au Pyramid Stage du Festival de Glastonbury 2011, American Express Unstaged à Madrid, Centre Bell de Montréal et le Stade de France à Paris Saint-Denis. Ce film est réalisé par Paul Dugdale, réalisateur des live d'Adele et The Prodigy. Coldplay donne un concert au Stade Olympique de Londres à l'occasion de la Cérémonie de clôture des Jeux Paralympiques de Londres, le 9 septembre 2012. Le groupe était accompagné de danseurs handicapés, dont un batteur amputé de ses deux avant-bras.

### Ghost Stories(2013–2014)
Le 6 septembre 2013, Coldplay annonce la sortie d'un nouveau titre, Atlas, enregistré pour la bande annonce du film Hunger Games : L'Embrasement.
Le 25 février 2014, le groupe publie un nouveau morceau intitulé Midnight, mal accueilli par la communauté au début, accompagné d'une vidéo où le groupe évolue dans des bois sombres. Le 2 mars 2014, ils publient un second single, Magic et dévoilent en même temps le titre de leur sixième album, Ghost Stories ainsi que la pochette et la liste des pistes. Le groupe met alors en place une campagne de publicité monumentale. En effet, ils décidèrent de cacher dans huit livres (choisis comme ayant un lien avec les thèmes de l'album) des plus grandes bibliothèques du monde les paroles des chansons de l'album, écrites à la main par Chris Martin. En moins d'un mois, elles sont toutes retrouvées et sont publiées par la même occasion le jour de leur découverte. L'album donnera aussi naissance au hit A Sky Full of Stars, fait en collaboration avec l'auteur Avicii, qui se classe très bien dans le monde entier (dont la 10e place du Billboard Hot 100). Le même jour, l'album est en précommande sur la plateforme de téléchargement, iTunes. L'album, quant à lui, est attendu pour le 19 mai 2014. Le virage musical du groupe pour ce nouvel album se veut radical. En effet, les deux morceaux proposés ici sont très calmes, sur un fond de musique minimaliste et électronique, et tranchent avec le tournant musical aux envolées vocales que livrait Chris Martin depuis plusieurs années.
Par la suite, le groupe donna très peu de dates de concert à faible ampleur, dont les places partirent très vite. Plus tard, Chris Martin avoua que cet album était une sorte de spleen à sa rupture avec Gwyneth Paltrow. Afin d'accompagner cette révélation, il déclare dans une interview : « L'idée de Ghost Stories, pour moi, était "Comment laissez-vous les choses qui se sont déroulées dans le passé - vos fantômes - Comment laissez-les vous affecter votre présent et votre futur ?" Parce qu'il fut un temps où je sentais comme s'ils allaient m'enfoncer et ruiner ma vie, et celles de ceux de mon entourage[réf. nécessaire]. »

### A Head Full of Dreams(2015-2017)

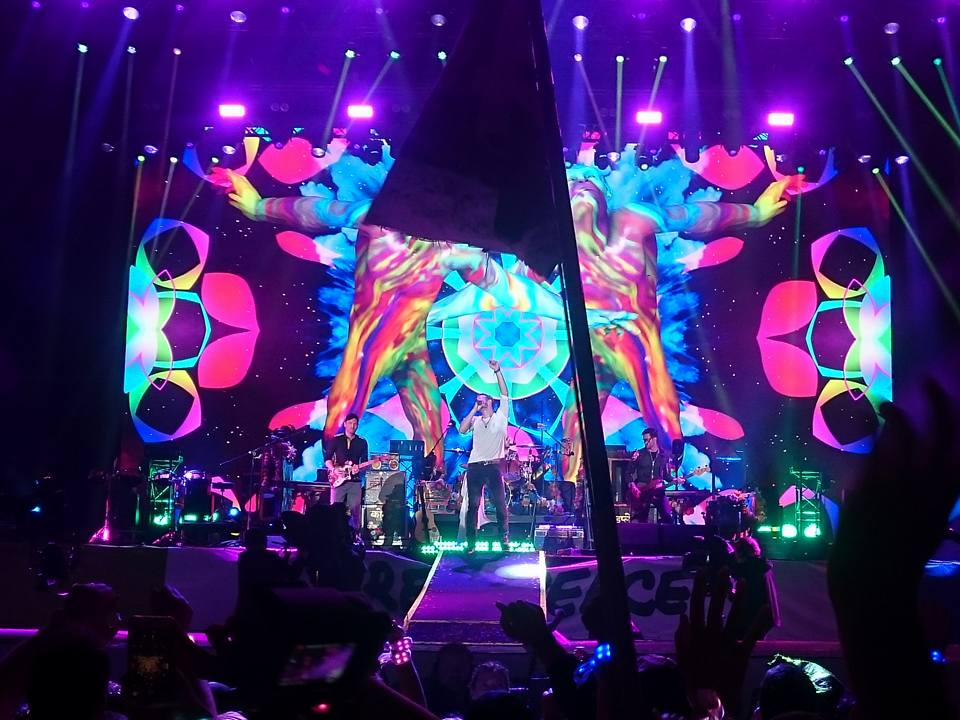
Le groupe jouant Adventure of a Lifetime au Glastonbury Festival en 2016.

Après le précédent album très intimiste, Coldplay revient en 2015 avec un nouvel album festif intitulé A Head Full of Dreams. Sorti le 4 décembre 2015, l'album sera promu lors d'une longue tournée internationale des stades de mars 2016 à novembre 2017.
De nombreuses rumeurs concernant la possible séparation du groupe après cet album ainsi que le lancement en solo du chanteur ont vu le jour à la suite des déclarations de Chris Martin sur la BBC Radio 1 : « Nous sommes au milieu de l'enregistrement. C'est notre septième 'truc' et on le voit comme le dernier livre de la saga Harry Potter. On ne dit pas qu'on ne fera pas un autre disque un jour mais c'est un cycle qui se termine. » Cependant, ces rumeurs sont infirmées par le batteur du groupe, Will Champion, déclarant au magazine Paris Match que Martin serait assez adepte de ce genre de réactions à l'emporte-pièce, et qu'en ce qui le concerne, le cycle est loin d'être terminé. Cet album comporte de nombreuses collaborations, notamment une avec la chanteuse américaine Beyoncé, une autre avec la chanteuse suédoise Tove Lo et enfin une 3e avec le guitariste et chanteur Noel Gallagher. Coldplay en tire cinq singles : Adventure of a Lifetime (le 6 novembre 2015), Hymn for the Weekend (le 25 janvier 2016), Up and Up (le 22 avril 2016), A Head Full of Dreams (le 19 août 2016) et Everglow (le 11 novembre 2016).
Le 22 février 2017, le groupe sort un titre résultant d'une collaboration avec le duo new-yorkais The Chainsmoskers. La chanson s'intitule Something Just like This et fait partie de l'album Memories... Do Not Open. Coldplay et The Chainsmoskers l'ont interprété lors des Brit Awards 2017 à l'O2 Arena, à Londres,. Grâce à ce duo exceptionnel, le clip du hit Something Just Like This a pu dépasser le 1,85 milliard de vues sur YouTube en Octobre 2020.
Le 2 mars 2017, le groupe dévoile une nouvelle chanson intitulée Hypnotised, et annonce la sortie d'un EP intitulé Kaleidoscope EP.

### Kaleidoscope EPetA Head Full of Dreams(2017)
Il s'agit du 10e EP du groupe, dévoilé le 14 juillet 2017 (la sortie était initialement prévue le 2 juin 2017). Il est présenté comme un complément de l'album A Head Full Of Dreams. Le nom de l'EP, Kaleidoscope, est d'ailleurs le nom d'un interlude présent dans cet album.
Il compte 5 titres : All I Can Think About Is You, Miracles (Someone Special), ALIENS, la version live enregistrée à Tokyo de Something Just like This, et Hypnotised. Hypnotised a été diffusé en premier, le 2 mars 2017, en même temps que la liste des futurs pistes composant l'EP. All I Can Think About Is You est sorti le 15 juin 2017, en tant que deuxième morceau promotionnel. Le clip avec paroles, dirigé par I Saw John First, a été diffusé le même jour sur la chaîne YouTube officielle de Coldplay. Le titre ALIENS a été diffusé le 7 juillet 2017, pour promouvoir le nouvel EP. Ce titre traite de la crise des migrants qui frappe l'Europe. Tous les bénéfices de la chanson sont d'ailleurs reversés à l'ONG MOAS, qui secoure des migrants en Méditerranée. Enfin, Miracles (Someone Special) est une collaboration avec le rappeur Big Sean (à ne pas confondre avec le précédent titre Miracles de Coldplay, sorti en 2014 et figurant sur la bande originale du film Invincible).

### Pause (2017-2018)
En 2017, après une tournée de 122 dates autour du monde pour promouvoir A Head Full of Dreams, le groupe annonce qu'il va prendre un moment loin de la scène pour reprendre son souffle et retrouver l'inspiration. Dans une interview donnée le 26 février 2018, Dave Holmes, le manager du groupe déclare qu'aucune tournée ne sera réalisée avant 2021 au mieux.
Au cours de cette pause, les membres de Coldplay ont endossé le temps d'un Extended Play une nouvelle identité, Los Unidades, et dévoilé de nouveaux morceaux dans le cadre d'un projet à but caritatif, qui s'inscrit dans le cadre du Global Citizen. L'EP intitulé Global Citizen - EP.1, sorti le 30 novembre 2018, se compose de 4 morceaux inédits : E-Lo, en collaboration avec Pharell Williams et le rappeur Jozzy ; Rise Up, sur lequel on peut entendre la voix de Nelson Mandela ; Timbuktu, en featuring avec Stormzy et Jess Kent ; et Voodoo, en partenariat avec la chanteuse nigériane Tiwa Savage, David Guetta ou encore Danny Ocean.
Les bénéfices tirés de l'EP sont reversés à l'organisation Global Citizen, qui vise à mettre fin à l'extrême pauvreté dans le monde d'ici 2030.

### Everyday Life(2019-2020)
Fin octobre 2019, apparaissent un peu partout dans le monde des affiches discrètes représentant une photo vieillie du groupe avec la légende « 22 novembre 1919 ».
À la même période, plusieurs fans à travers le monde reçoivent une mystérieuse lettre tapée à la machine à écrire, où est annoncée la sortie le 22 novembre d'un double album intitulé Everyday Life. La même information est diffusée dans des journaux anglais et internationaux, dont Le Monde en France, sous forme d'encart publicitaire ou de petite annonce détaillant la liste des chansons du nouveau disque.
Le 24 octobre 2019, Coldplay officialise sur son site internet la sortie le 22 novembre 2019 de son 8e album studio, Everyday Life, qui sera divisé en deux parties de huit titres chacune, Sunrise et Sunset.
Lors d'une interview accordée à Zane Lowe, Chris Martin a expliqué que Sunrise évoque les épreuves que chacun doit affronter dans sa vie et Sunset parle de la façon de les surmonter et d'aller de l'avant.
Dans un autre entretien sur la radio BBC Radio1, Chris a précisé que l'album reflète sa vision du monde actuel et est une réaction à la négativité ambiante.
Le clip vidéo illustrant le 1er single, Orphans, est publié le 25 octobre sur YouTube. Un autre extrait de l'album intitulé Arabesque est également disponible, avec la participation exclusive de Stromae et du saxophoniste nigérian Femi Kuti.
Le 22 novembre 2019, le jour de la sortie de leur nouvel album, ils donnent un concert en Jordanie diffusé gratuitement en direct sur leur chaîne YouTube. Ils jouent leurs nouveaux titres lors du lever du soleil (Sunrise) ainsi que lors du coucher de soleil (Sunset) en référence aux deux parties de leur nouvel album.
Ils annoncent cependant que la sortie de l’album ne sera pas accompagnée d’une tournée de promotion, l'album se voulant trop intimiste pour pouvoir être joué dans des zéniths ou des stades. De plus, avant de faire une nouvelle tournée, le groupe souhaite tout d’abord prendre le temps de réfléchir à la manière de restreindre au minimum l’empreinte carbone de celle-ci.
Le 24 novembre 2020, Coldplay est nommé deux fois aux Grammy award, notamment dans la catégorie « album de l'année », seconde nomination du groupe dans cette catégorie depuis Viva la Vida or Death and All His Friends. Le 21 décembre 2020, le titre Flags sort au niveau international, la chanson étant auparavant seulement une piste bonus de l'édition japonaise de Everyday Life.

### Music of the Spheres(2021-2024)
Le 29 avril 2021, Coldplay annonce que son nouveau single Higher Power sort le 7 mai 2021 avec une première diffusion lors d'un tchat en visioconférence avec la station spatiale internationale,. C'est le spationaute Thomas Pesquet qui lance le morceau depuis l'espace.
Le 4 mai 2021, il est annoncé que Coldplay jouera Higher Power pour l'ouverture des Brit Awards 2021. Ils font partie des artistes participant au festival de Glastonbury Live At Worthy Farm qui est diffusé sur internet le 22 mai 2021.
Le neuvième album de Coldplay, intitulé Music of the Spheres, sort le 15 octobre 2021. La liste des douze titres de l'album est dévoilée le 20 juillet 2021,,. Le deuxième single de l'album, My Universe (en duo avec BTS), sort le 24 septembre 2021 et devient la 1re chanson d'un duo de deux groupes à débuter en 1re position du Billboard Hot 100, devenant le 2e n.1 aux États-Unis de Coldplay après Viva la Vida.
En octobre 2022, Coldplay, en tournée mondiale avec son album Music of the spheres, doit l'interrompre, à la suite de la grave infection pulmonaire de Chris Martin.

### Moon Music(depuis 2024)

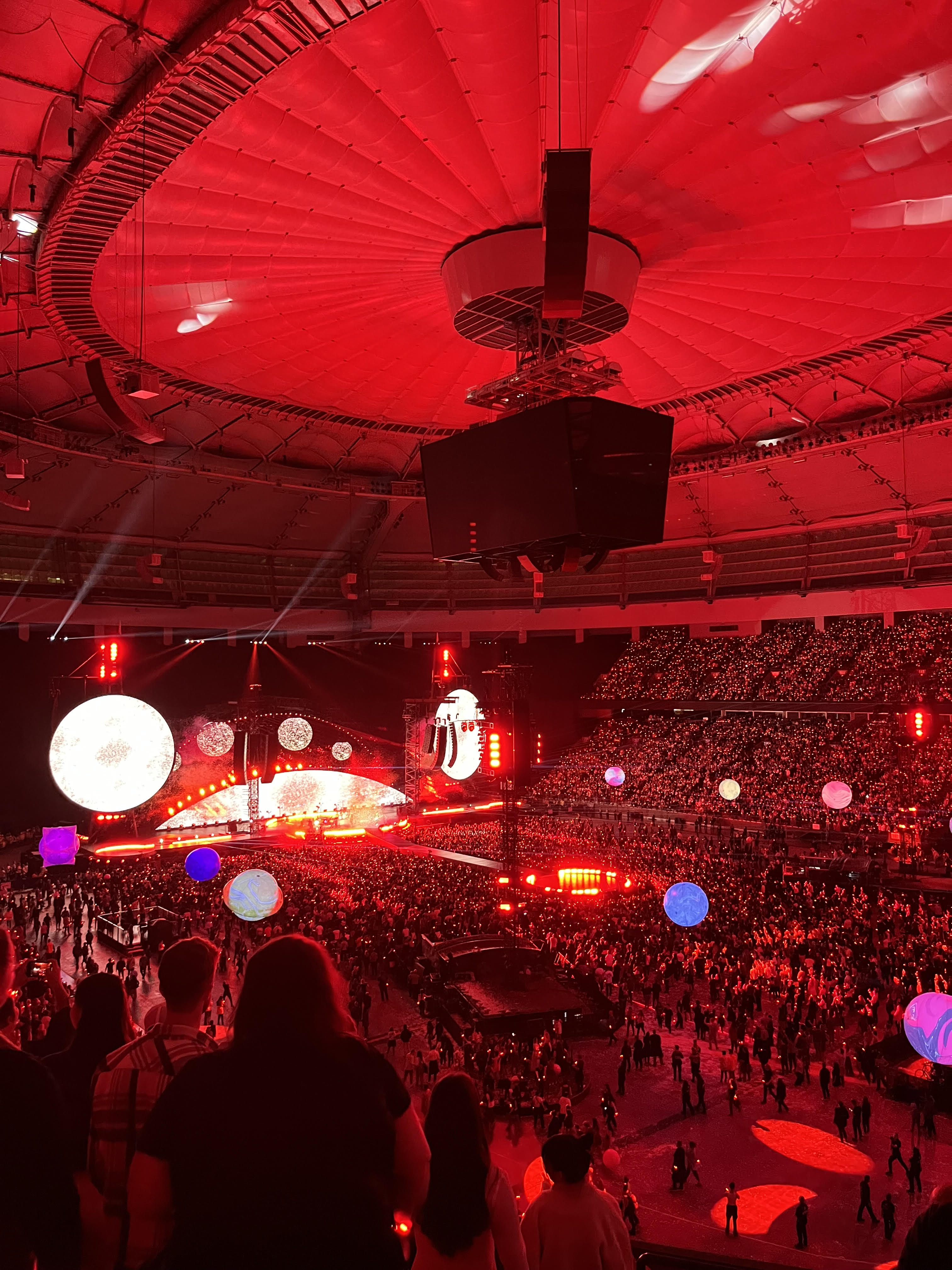
Concert de Coldplay 23 septembre 2023 - Vancouver

En décembre 2022, un tweet du groupe indique qu'ils sont retournés en studio.
Le 26 janvier 2023, dans une interview, le groupe dévoile qu'il travaille sur son prochain opus Moon Music, annoncé comme une suite de Music of the Spheres,.
Chris Martin annonce le 23 décembre 2021 sur la BBC que le groupe sortira son dernier album en 2025. Il précise cependant qu'il y aura encore des tournées et que le groupe souhaite toujours faire des collaborations après cela.
Le 13 juin 2024, le groupe a annoncé Feels Like I'm Falling in Love, qui servira de single principal pour Moon Music. L'album a ensuite été révélé à travers les profils de médias sociaux de Coldplay, étant prêt pour une sortie le 4 octobre et ayant plusieurs versions. En attendant, le groupe a publié le 1er juillet 2024 le clip associé à Feels Like I'm Falling in Love, qui s'est hissé à la 21e place des tendances YouTube en France le lendemain de sa sortie. Le 23 août le groupe sort le second single de Moon Music nommé We Pray en collaboration avec Little Simz, Burna Boy, Elyanna et Tini.
En juillet 2025, le groupe joue pendant la mi-temps de la finale de la coupe du monde des clubs à New York. Quelques jours plus tard le 16 juillet, lors d'un concert à Boston, la vidéo de la kiss cam diffusée en direct sur l'écran de la scène surprend le milliardaire Andy Byron (PDG d'Astronomer) en pleine relation adultère avec sa collaboratrice Kristin Cabot et les deux amants, tous deux mariés, tentent en vain de se cacher. Cette vidéo fait le buzz sur les réseaux sociaux,,.

## Style musical et influences
Le chanteur de Coldplay, Chris Martin, définit le style musical du groupe comme du soft rock (« rock doux ») en opposition au hard rock et qu'il reflète leurs émotions, se disant lui-même « sans cesse en train d'examiner ses sentiments ». Le style musical du groupe est aussi qualifié de « méditative » et de « fleur bleue ». Il dénombre un grand nombre d'influences principales avec en tête U2, R.E.M. et Muse.
Leur premier album, Parachutes, est décrit comme de la pop mélodique, avec « des riffs de guitares et des percussions déformées ». Les critiques le qualifient également comme possédant « une exquise noirceur ». Ce style de rock alternatif amène rapidement à des comparaisons avec U2, Oasis, Radiohead ou Travis,. Le groupe reconnait d'ailleurs que ce dernier avait eu une influence majeure sur ce premier album. Le second, A Rush of Blood to the Head, s'inspire plus d'artistes comme Echo & the Bunnymen, Kate Bush, George Harrison ou Muse. Les chansons de cet album sont considérées comme contenant des « mélodies magnifiques brisant le cœur ». X&Y, le troisième opus, est décrit par Chris Martin comme dévoilant ses doutes, ses peurs, ses espoirs et ses amours et est principalement influencé par Johnny Cash et Kraftwerk. Le quatrième album, Viva la Vida or Death and All His Friends, le style musical s'est orienté vers l'art rock avec des influences plus marquées par Blur, Arcade Fire ou My Bloody Valentine. Il est à noter que le groupe fait apparaître de nouveaux instruments, certains plus exotiques, d'autres plus traditionnels dans un orchestre, ou encore des claquements de mains,. Le cinquième album, Mylo Xyloto, s'éloigne du style originel de Coldplay, et s'oriente vers la musique pop et l'electro rock. Le sixième album, Ghost Stories s'ancre également dans ce style pop électronique, comme le morceau Midnight, entièrement composé à l'ordinateur. Le septième album, A Head Full Of Dreams, comporte des tonalités toujours de cette veine, tout en laissant une plus grande place aux claviers notamment, dans les singles Everglow ou Up and Up.
En 2021, le groupe a été obligé de se retirer de la production londonienne Jingle Ball, parce que des membres de son équipe de tournée ont été infectés par la COVID-19.

## Accueil médiatique
Coldplay est rapidement remarqué de façon positive par la critique, car elle y voit la relève de la britpop et des groupes comme Oasis, Blur et Supergrass. En effet, Parachutes reçoit un accueil très élogieux de la part de l'ensemble des magazines spécialisés. Ses paroles, sa poésie lyrique et les arrangements instrumentaux sont appréciés. Marc Zisman décrit : « Une fois encore, avant même de disposer d'une petite heure pour se faire sa propre opinion sur ce premier album, la farandole des étiquettes tourne autour de Coldplay. Radiohead, Travis, The Verve et Jeff Buckley sont ainsi convoqués pour décrire la pop nonchalante de ces jeunes Londoniens à l'ascension fulgurante. Des influences certes souvent justifiées qui ne font pas pour autant de Parachutes un sous-produit, énième ersatz de cette pop lancinante accoudée sur le zinc propret de mélodies souvent entêtantes et de textes habités par un wagon d'états d'âme, blablabla. Finalement, le plus étonnant est qu'autant de banalités réussissent à marquer autant de points dans notre inconscient. Bref, étonnant comme les choses simples peuvent être aussi belles. »
Le deuxième album est lui aussi très bien accueilli et beaucoup apprécient l'écriture simple et directe de cet album, ainsi que la qualité des mélodies.
« [...] A Rush of Blood to the Head est une totale réussite. À l'image de Parachutes, les mélodies sont là, et la voix troublante de Chris n'a rien perdu de son impact. Entrée en jeu avec Politik. Ça commence avec la guitare de Jonny Buckland, tranchante, et continue avec Chris Martin au piano. Instantanément, on se retrouve en territoire connu. Pourtant, ce titre d'ouverture est résolument différent de ce qui avait été entendu sur Parachutes, preuve que le groupe britannique sait se renouveler. »

Le troisième album, X&Y, reçoit principalement de très bonnes critiques mais celles-ci deviennent plus partagées. La plupart sont dithyrambiques,, mais quelques-unes reprochent l'orientation plus « Pop FM » et la ressemblance avec le groupe U2 : 

« [...] Véritable camaïeu d’émotions, riches en couleurs et harmonies diverses. Coldplay possède ce talent rare d’ennoblir les thèmes les plus tragiques, et de varier les plus monotones. Ses coloris sont brillants, doux ou rageurs. L’imagination est toujours aussi féconde mais pour la première fois, certains titres se ressemblent un peu… Commercialement, le pari est gagné dès l’écoute du premier morceau, Square One. »

— Jean-Noël Ogouz, Music Story
Sur Viva la Vida, le quatrième opus, la critique est plus partagée mais reste positive. « [...] l'impeccablement raide et fier Violet Hill, vrai beau tube de rock radiophonique, avec guitares au garde-à-vous et batterie martiale, pendant que Chris Martin se réinvente en David Gilmour du XXIe siècle sur une mélodie vocale à l'efficacité garantie sur facture. [..] bien plus que dans le passé, Coldplay semble avoir voulu renouveler sa palette de couleurs, se plongeant (manifestement avec beaucoup de plaisir) dans l'océan des possibles, d'arrangements baroques en longs instrumentaux échevelés, quitte à se perdre un peu en route. Ces chansons nouvelles sont plus complexes, plus variées, plus fouillées qu'avant, et Chris Martin a clairement décidé d'arrêter de faire du Chris Martin. Certains regretteront sans doute la tranquille cohérence des trois premiers albums, mais au moins, cette fois-ci, Coldplay surprend. Et plutôt en bien. »
Pour le cinquième album, Mylo Xyloto, la critique devient beaucoup plus dure : certains le trouvent agréable, d'autres pas à la hauteur du groupe. Beaucoup s'accordent à dire que cet album s'éloigne du style originel de Coldplay pour devenir plus léger, festif, commercial,. En outre, le choix du titre de l'album et la chanson Princess of China sont également regrettés. Cependant, les mélodies et quelques chansons, comme Hurts Like Heaven, Charlie Brown et Up in Flames, sont appréciées. Anaëlle Grondin de 20 minutes explique : « [...] La patte Coldplay se ressent çà et là, sur une poignée de titres dépouillés, où la voix de Chris Martin prend les devants, comme dans la ballade Up in flames. Mais le groupe, qui se risque à l’expérimentation, paraît se perdre entre les morceaux, qui s’enchaînent parfois dans l’incohérence. »
Après les mélodies remarquées de Mylo Xyloto, le sixième album, Ghost Stories, amorce un virage mélancolique, dû en grande partie au divorce entre Chris Martin et Gwyneth Paltrow. Certains le trouvent soporifique ou pas à la hauteur du groupe, tandis que certains le jugent comme un retour aux sources, avec des compositions épurées et de ce fait, agréable à entendre. Néanmoins, les avis demeurent critiques : pour Julien Bordier de L'Express, « Si on reconnaît une certaine attention portée par le quatuor aux textures sonores et à la production, on reste sceptique face au virage électronique entrepris par le groupe anglais. »

À la sortie du septième album, A Head Full of Dreams, la critique reste toujours partagée, par exemple sur le morceau Adventure of a Lifetime, comparé à du Maroon 5 : 

« N'en déplaise aux puristes, Coldplay est, à sa manière, un groupe de pop qui expérimente, à défaut d'être expérimental. Mais qui, sous le vernis d'une production high tech, a conservé les fondamentaux qui ont fait son succès : de vraies, de belles, de grandes mélodies qui font du bien lorsqu'on est mal. Qu'on les fredonne, tout seul, au casque, dans l'intimité. Ou qu'on les hurle à pleins poumons, entouré de dizaines de milliers de fans qui lèvent les bras au ciel. Amen. »

— Jérôme Vermelin, Metronews.

## Activisme

### Engagement

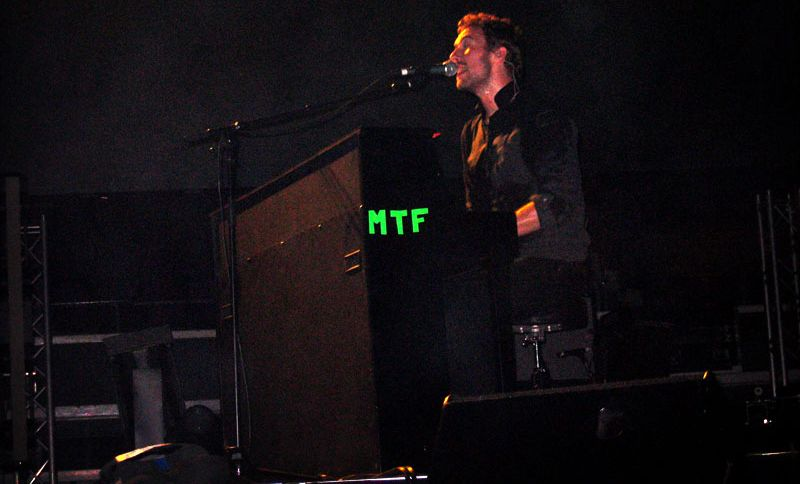
Chris Martin pendant le Twisted Logic Tour, en 2006, à Singapour, avec l'inscription Make Trade Fair.

Coldplay est un groupe engagé. Le groupe reverse 10 % de ses revenus à des associations caritatives. Les membres du groupe soutiennent Oxfam International et des stands de l'organisation sont présents sur chaque tournée. Chris Martin est un ardent défenseur du commerce équitable. On peut même le voir portant un bracelet Make Trade Fair durant ses apparitions en public. Dans le DVD live, il est à noter que ce slogan est même écrit sur sa main durant le concert. On retrouve aussi ce message dans le clip vidéo de Fix You, exprimé dans l'alphabet codé commun à tout l'album X&Y. La chanson Twisted Logic de ce même album est en accord avec ce que ressent Chris Martin sur le sujet. Il s'est rendu au Ghana en 2008 avec Oxfam pour témoigner de ces injustices.
En décembre 2009, le groupe organise sur eBay une vente aux enchères de différents objets emmagasinés durant leur carrière (instruments, disques d'or…) dont les bénéfices sont intégralement reversés à une œuvre caritative.
À la fin 2010, Coldplay propose deux concerts «cachés» à Liverpool et Newcastle au profit de Crisis, une association d'aide aux sans-abris. Le public n'est au courant que 24 heures à l'avance du lieu du concert, donnant ainsi « un goût de l'incertitude vécue par les milliers de sans-abris qui ne savent pas où ils vont passer la nuit ».
Depuis 2015, le groupe est étroitement lié au Global Citizen Festival (cette même année, il est annoncé que Chris Martin participera à l'organisation des festivals jusqu'en 2030, en invitant différents artistes à s'y produire). Coldplay ou Chris Martin en solo se produisent eux-mêmes régulièrement aux festivals Global Citizen : en 2015 à New York, en 2016 à Bombay, en 2017 à Hambourg. En 2018, Coldplay sort un EP de 4 titres aux couleurs africaines sous un autre nom, Los Unidades, en collaboration avec de nombreux artistes pour promouvoir le Global Citizen Festival à Johannesburg célébrant les 100 ans de la naissance de Nelson Mandela. Il est prévu que Coldplay joigne l'affiche du festival international Global Goal Live: The Possible Dream, qui doit se tenir le 26 septembre 2020 dans de multiples pays à la fois.
Lors du A Head Full of Dreams Tour de 2016 et 2017, le public reçoit à l'entrée des concerts un badge promouvant l'association américaine Love Button Global Movement. Chris Martin porte très fréquemment un badge de cette association sur scène et lors de diverses apparitions publiques depuis 2014. Le groupe promeut également l'association à la fin de sa prestation au Super Bowl 50.
En 2017, le titre A L I E N S, issu du mini-album Kaleidoscope EP, traite de la crise des migrants en Europe. Tous les bénéfices de la chanson sont reversés à l'ONG maltaise MOAS qui secourt les réfugiés en Méditerranée.
En 2019, il est annoncé que 10% des bénéfices du single ''Orphans'' sont reversés à l'organisation d'aide aux enfants et orphelins Hopeland.
En 2019, dans un souci de préservation de l'environnement, Coldplay annonce l'annulation de la tournée mondiale prévue pour l'album Everyday Life, et souhaite prendre un an ou deux pour trouver une solution pour réduire l’impact écologique de ses tournées avant de repartir sur les routes et dans les airs
En novembre 2020, le groupe vient en aide à l'école de Lower Swell dans le Gloucestershire, en offrant une guitare dédicacée à l'établissement afin de financer la rénovation de l'établissement.
La tournée mondiale 2022 de Coldplay est écoresponsable. Pour l'énergie utilisée pour les spectacles, le groupe remplace les générateurs à diesel ou à essence et opte pour la première batterie de spectacle rechargeable et démontable au monde. L'énergie est aussi produite par les spectateurs grâce aux planchers cinétiques et aux vélos électriques. De plus, des panneaux solaires sont installés. Le groupe s'engage à utiliser des confettis biodégradables et offrir aux fans des bracelets 100% compostable. D'ailleurs, les spectateurs sont invités à apporter leur propre bouteille ou à utiliser des gobelets écoresponsables et réutilisables.
En Argentine, lors d'un concert qui se tient le 28 octobre 2022 au stade River Plate de Buenos Aires, Coldplay diffuse Baraye... de Shervin Hajipour et invite la comédienne Golshifteh Farahni à monter sur scène pour qu'ils interprètent ensemble cette chanson, devenue le chant officieux de la contestation des Iraniens contre le régime théocratique de la République islamique.
En décembre 2022, Coldplay ouvre un pop-up store pour venir en aide aux réfugiés pendant l'hiver. Ce magasin éphémère se trouve à Carnaby Street à Londres et une boutique en ligne a également été ouverte.

## Membres
- Chris Martin – chant, piano, guitare, clavier, harmonica (depuis 1997)
- Jonny Buckland – guitare, clavier, piano, chœur (depuis 1997)
- Guy Berryman – basse, clavier, mandoline, harmonica, chœur (depuis 1997)
- Will Champion – batterie, percussion, guitare, piano, clavier, chœur (depuis 1998)
- Phil Harvey – directeur créatif (depuis 1998)

## Discographie

### Albums studio
- 2000 : Parachutes
- 2002 : A Rush Of Blood To The Head
- 2005 : X&Y
- 2008 : Viva La Vida Or Death And All His Friends
- 2011 : Mylo Xyloto
- 2014 : Ghost Stories
- 2015 : A Head Full Of Dreams
- 2019 : Everyday Life
- 2021 : Music Of The Spheres
- 2024 : Moon Music

## Tournées
- 2000 – 2001 : Parachutes Tour
- 2002 – 2003 : A Rush Of Blood To The Head Tour
- 2005 – 2007 : Twisted Logic Tour
- 2008 – 2010 : Viva La Vida Tour
- 2011 – 2012 : Mylo Xyloto Tour
- 2014 : Ghost Stories Tour
- 2016 – 2017 : A Head Full Of Dreams Tour
- 2022 - 2025 : Music Of The Spheres World Tour

## Apparitions dans d'autres médias

### À la télévision
- Le titre Don't Panic passe également dans la série américaine Roswell.
- Les titres Adventure of lifetime, Everglow, Birds, Amazing Day font leur apparition dans l'épisode 14 de la saison 6 de Hawai 5-0.
- Le titre Trouble, tiré de l'album Parachutes, a été utilisé à la fin de l'épisode final de la saison 1 de The Shield. On peut également retrouver Trouble à la fin du premier épisode de la série John Doe, dans un autre de la série Roswell et dans un dernier de la série FBI : Portés disparus. Enfin, ce morceau est présent dans l'émission Quotidien, animée par Yann Barthès, entre autres quand une célébrité ne répond pas au salut d'un fan.
- La chanson Your Love Means Everything apparaît dans le troisième épisode de la saison 4 de la série Journal intime d'une call girl.
- La chanson A Rush of Blood to the Head est utilisée dans le premier épisode et pour la promotion de la saison 3 de la série Six Feet Under.
- La chanson Warning Sign apparaît au début d'un épisode de la saison 7 de Buffy contre les vampires, et dans le générique de fin de la série américaine Summerland.
- La chanson Amsterdam, présente dans l'album A Rush of Blood to the Head, apparaît dans le deuxième épisode de The Nine, ainsi que dans le dernier épisode de la saison 1 de Hidden Palms : Enfer au paradis.
- Le titre In My Place est le morceau final de l'épisode 5 de la saison 4 de Cold Case : Affaires classées, et apparaît dans l'épisode 11 de la saison 5 de Ghost Whisperer.
- La chanson Clocks est jouée dans la saison 9 de la série Urgences, épisode 13, lorsque Romano est sur le toit de l'hôpital, de même que dans l'épisode 11 de la saison 4 de New York 911.
- La chanson The Scientist apparaît à la fin d'un épisode de la série Esprits criminels, et lors de la vidéo hommage Macho Man Randy Savage, pendant la WWE Monday Night Raw.
- La chanson Talk apparaît dans un épisode de la série Les Experts : Manhattan.
- La chanson Speed of Sound est utilisée dans le quatrième épisode de la saison 5 de Six Feet Under.
- Le titre A Message, 8e titre de l'album X&Y, apparaît dans l'épisode 2 de la saison 5 de Smallville et dans le premier épisode de la saison 4 des Frères Scott. Par ailleurs, d'autres titres de Coldplay ont été utilisés dans deux épisodes de la saison 2 de Smallville : In My Place (2x01) et The Scientist (2x17).
- Certaines chansons de Coldplay sont présentes dans des épisodes de Scrubs : (Everything's Not Lost et Fix You dans les épisodes 12 des saisons trois et cinq)[102].
- Le titre Fix You a quant à lui été utilisé dans un épisode de FBI : Portés disparus comme morceau de fin de l'épisode 9 de la saison 4, comme morceau de fin de l'épisode 22 de la saison 4 de Cold Case : Affaires classées, dans l'épisode 12 de la saison 5 de Scrubs, dans l'épisode 23 de la saison 2 de Newport Beach (The O.C.), dans le 3e épisode de la saison 3 de Glee, "Asian F", dans l'épisode 16 de la saison 3 de la série Brothers and Sisters et dans l'épisode 10 de la saison 5 (partie 2) de La casa de papel.
- La chanson Til Kingdom Come, piste cachée de X&Y, est jouée dans l'épisode 16 de la saison 1 de Jericho.
- La chanson Have Yourself a Merry Little Christmas est jouée dans la saison 4, épisode 9, de la série Ugly Betty, et dans la saison 6, épisode 10 de la série Grey's Anatomy.
- La chanson Death and All His Friends, tirée de Viva la Vida or Death and All His Friends, est utilisée dans le double épisode du final de la saison 4 de Grey's Anatomy.
- La version instrumentale du morceau Viva la Vida est utilisée comme thème principal de l'épisode 3 de la Saison 5 de la série Medium.
- La chanson Viva la Vida est jouée dans le 11e épisode de la saison 21 de la série les Simpson (Million dollar ma biche), alors que le groupe donne un concert privé pour Bart et Homer. Dans la bande son originale, Chris Martin donne d'ailleurs sa voix à son propre personnage.
- Le titre Viva la Vida apparaît également dans l'épisode pilote de la série 90210, spin-off de l'antique série Beverly Hills 90210. La chanson de Coldplay rythme la première minute du premier épisode de cette nouvelle série américaine.
- Viva la Vida clotûre la dernière scène de la série Suits, accompagnant les souvenirs ainsi que le départ de Harvey Specter.
- Les chansons Lovers In Japan et Reign of Love ainsi que Violet Hill apparaissent dans le premier épisode de la saison 6 des Frères Scott.
- La chanson Lost! est jouée à la fin de l'épisode Au pays de Betty, épisode 4 de la saison 3 de Ugly Betty.
- La chanson 42 est jouée au début de l'épisode Les collectionneurs (hommage fleuri), épisode 11 de la saison 2 de Life et dans l’épisode 11 de la saison 4 de Ghost Whisperer.
- Le morceau 42 est joué dans l'épisode 2 de la saison 9 de la série Les Experts.
- La chanson Up In Flames, issue de Mylo Xyloto, est la première chanson de l'album apparaissant dans une série : un épisode de la série Vampire Diaries.
- La chanson Us against the world est utilisée dans l'épisode 11 de la saison 9 des Frères Scott.
- La chanson God put a smile upon your face, tirée de A Rush of Blood to the Head, est utilisée dans l'épisode 14 de la saison 2 de Alias quand Vaughn embrasse Sydney dans la cuisine.
- La chanson  Fix You  est utilisée pour Montreal Canadiens Intro Song

### Au cinéma
- Coldplay a beaucoup de succès au cinéma, notamment auprès de l'acteur Zach Braff. En effet outre la présence des chansons dans la série Scrubs, Warning Sign est la chanson phare du film The Last Kiss et Don't Panic la première chanson dans Garden State.
- La fin du film Confidence, de James Foley, sorti en 2003, est rythmée par la chanson Clocks.
- La chanson Sparks de l'album Parachutes est utilisée au milieu du film Serial noceurs.
- Le titre The Scientist apparaît à la fin du film Rencontre à Wicker Park réalisé en 2003 par Paul McGuigan.
- Le titre Life in Technicolor est joué à la fin du film La Nuit au musée 2 avant le générique de fin, dans une scène avec Ben Stiller et Amy Adams (à environ 1h38min).
- Le morceau Clocks est utilisé au début du film d'animation The Wild et dans la bande-annonce au cinéma de Peter Pan,
- La chanson The Escapist, titre caché de l'album Viva la Vida And Death And All His Friends, est joué à la fin du film The Escapist de Rupert Wyatt.
- La chanson Lost! apparaît dans le film The Way, la route ensemble de Emilio Estevez.
- La chanson Viva La Vida apparaît dans le film The Big Year dans une scène de survol sur l'île d'Atu.
- La chanson Every Teardrop Is A Waterfall apparait dans le film Échange Standard de David Dobkin (2011) Avec Ryan Reynolds et Olivia Wilde.
- La chanson Til Kingdom Come apparaît au milieu du film The Amazing Spider-Man.
- La chanson Paradise apparaît dans le film L'Odyssée de Pi.
- La chanson Charlie Brown apparaît dans le film Léo Tinguely, "Récit d'un homosexuel". (2012)
- La chanson Atlas composée pour le film Hunger Games : L'Embrasement sorti en novembre 2013.
- La chanson Paradise apparaît dans le film d'animation Tarzan de 2013.
- La chanson Yellow apparaît dans le film Boyhood, sorti en 2014.
- La chanson Miracles composée pour le film Invincible, sorti en 2014.
- La chanson Wish I Was Here composée pour le film Le Rôle de ma vie, sorti en 2014, et interprétée avec Cat Power.
- La chanson Radio Dial - Waltz in B Minor composée pour le film Des femmes et des hommes, sorti en 2014.
- La chanson Paradise apparaît à la fin du film L'embarras du choix, sorti en 2017.
- La chanson Up & Up apparaît dans le générique du film Sous le même toit, sorti en 2017.

### Utilisations diverses
- Le solo de guitare à la fin de la chanson Fix You est diffusé au Centre Bell lorsque les Canadiens de Montréal arrivent sur la patinoire.
- La chanson Viva la Vida a également été reprise pour la campagne publicitaire de l'iPod nano-chromatique lancé par Apple en juin 2008, ce qui a fortement contribué au succès du titre.
- La chanson Yellow était présente dans la file d'attente de l'attraction Rock 'n' Roller Coaster avec Aérosmith dans le Parc Walt Disney Studios.
- En 2024, l’artiste francophone Ycare a publié une version en français de Viva la Vida, intitulée Le fou et le roi, après avoir obtenu l’autorisation du groupe.[103]

## Distinctions
Depuis 2000, Coldplay a notamment remporté 9 Brit Awards, 7 Grammy Awards, 6 Q Awards, 5 NME Awards, 4 MTV Europe Music Awards, 4 MTV Video Music Awards, 5 NRJ Music Awards, 3 World Music Awards, 2 Adult Music Awards, 2 Juno Awards, 2 Echo Awards et 1 Ivor Novello Awards, soit un total de 48 récompenses pour 129 nominations.